# Delfino (costellazione)
Il Delfino (in latino Delphinus) è una piccola costellazione settentrionale, molto vicina dall'equatore celeste. Era una delle 48 costellazioni elencate da Tolomeo, ed è oggi una delle 88 costellazioni moderne. Si trova sul bordo sudorientale della brillante Via Lattea estiva.

## Caratteristiche

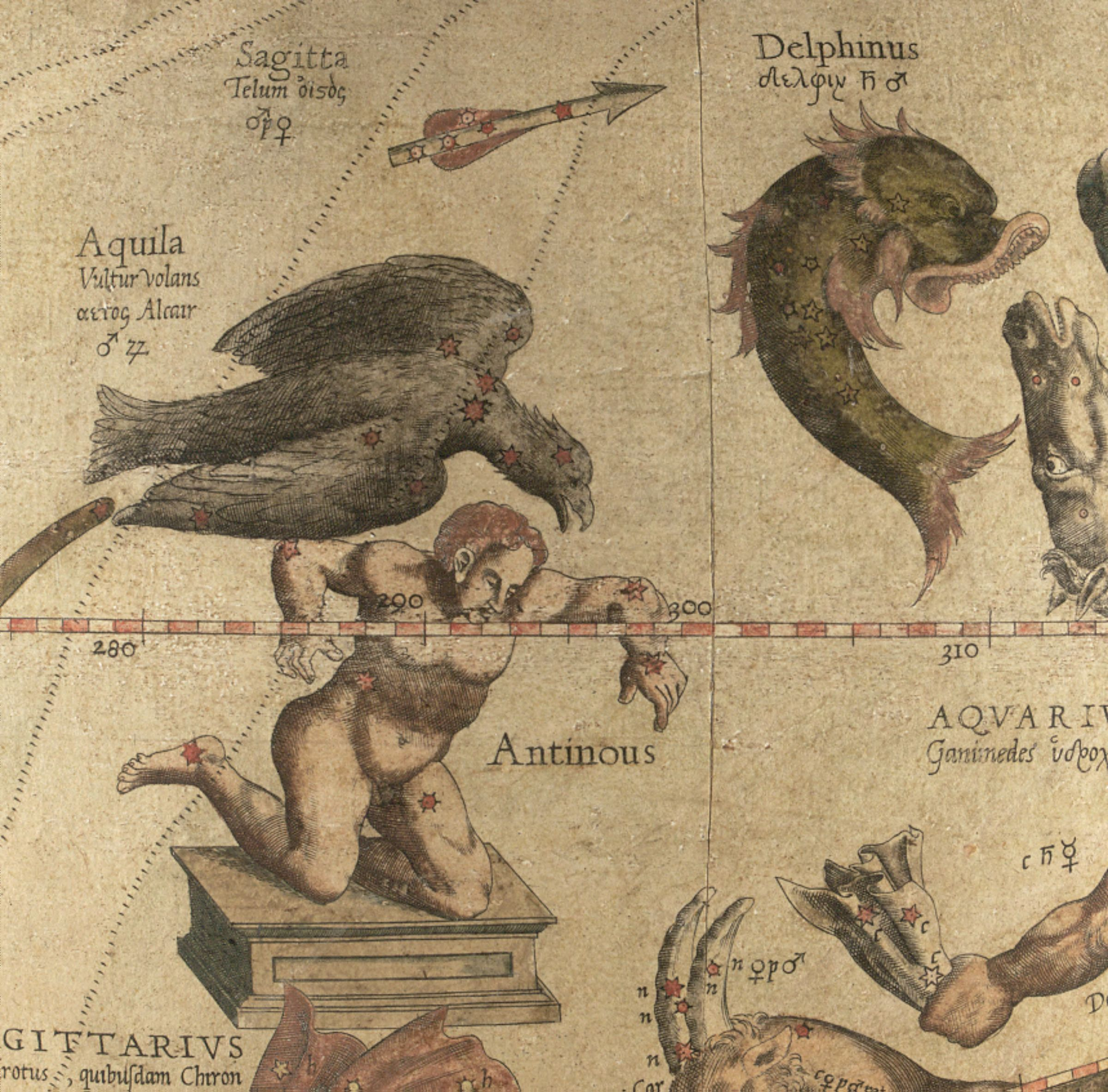
La costellazione del Delfino rappresentata dal Mercatore, visibile sulla destra.

La costellazione deve il suo nome alla particolare configurazione creata da un gruppo di stelle di quarta magnitudine, che ricorda felicemente la sagoma di un delfino in fase di salto. Nonostante le sue piccole dimensioni il Delfino è facilmente riconoscibile, grazie al fatto che le sue stelle sono molto ravvicinate fra loro; inoltre si trovano una decina di gradi a nordest della brillante stella Altair. La brillante scia della Via Lattea estiva passa a circa 10° verso nordovest rispetto alla costellazione.
Le due stelle più luminose del Delfino sono, in ordine, Beta (magnitudine 3,6) e Alfa (magnitudine 3,8). La prima è chiamata Sualocin (α Del), mentre la seconda ha il nome Rotanev (β Del). Questi nomi hanno un'etimologia curiosa: vennero conferiti da padre Giuseppe Piazzi, l'astronomo che diresse l'osservatorio di Palermo e a cui si deve la scoperta del primo degli asteroidi, Cerere, poi elevato al rango di pianeta nano. Egli volle, con quei nomi, ricordare il suo collaboratore Niccolò Cacciatore, del quale tradusse il nome in latino, Nicolaus Venator, che divenne (letto in senso contrario) il nome dei due astri.

### Stelle principali
La costellazione contiene una ventina di stelle visibili ad occhio nudo. Si noti curiosamente come i nomi delle due stelle principali (Sualocin e Rotanev), letti al contrario, restituiscono il nome “Nicolaus Venator”, latinizzazione di Niccolò Cacciatore - assistente dell'astronomo Giuseppe Piazzi presso l’osservatorio astronomico di Palermo - che, con questo stratagemma, riuscì di fatto a dare il proprio nome alle due stelle.
- β Delphini (Rotanev) è una stella subgigante gialla di magnitudine 3,6, distante 97 anni luce.
- α Delphini (Sualocin) è una stella azzurra di magnitudine 3,77, distante 241 anni luce.
- ε Delphini (Deneb Dulphim) è una gigante blu di cui si sospetta la variabilità; la sua magnitudine è 4,03 e dista 359 anni luce.

### Stelle doppie
Alcune delle stelle del Delfino sono doppie facili da risolvere anche con piccoli strumenti.
- γ Delphini è una stella doppia le cui componenti hanno magnitudine 4,5 e 5,5 e sono separate di quasi 10', rimanendo quindi alla portata di piccoli telescopi.
- β Delphini è anch'essa una doppia difficilissima da separare nelle due componenti, dal momento che l'angolo tra le due stelle (magnitudine 4,8 e 4,9) è sempre inferiore 1", variano tra 0,2" e 0,7"; il periodo orbitale è di circa 26 anni e mezzo.

| Principali stelle doppie |                                          |                                          |             |             |                                 |         |
| Nome                     | Coordinate equatoriali all'epoca J2000.0 | Coordinate equatoriali all'epoca J2000.0 | Magnitudine | Magnitudine | Separazione (in secondi d'arco) | Colore  |
| Nome                     | AR                                       | Dec                                      | A           | B           | Separazione (in secondi d'arco) | Colore  |
| β Delphini               | 20h 37m 33s                              | +14° 35′ 43″                             | 4,8         | 4,9         | 0,5                             | g + g   |
| γ Delphini               | 20h 46m :                                | +16° 07′ :                               | 4,27        | 5,14        | 13,0                            | azz + g |
| HD 199223                | 20h 55m 41s                              | +04° 31′ 58″                             | 6,3         | 7,7         | 2,1                             | g + g   |

### Stelle variabili
Fra le stelle variabili della costellazione, non numerose anche a causa delle sue dimensioni, solo poche sono alla portata di piccoli strumenti.
Fra le Mireidi la più notevole è R Delphini, che oscilla fra la settima e la tredicesima magnitudine in circa 286 giorni; al momento della massima luminosità è visibile con un binocolo, mentre al minimo richiede strumenti più potenti, di apertura superiore a 15 cm.
La stella Claudia De Luca
EU Delphini è una variabile semiregolare pulsante, le cui variazioni, che avvengono in un ciclo di circa due mesi, sono apprezzabili anche con un binocolo.
| Principali stelle variabili |                                          |                                          |             |             |                  |                       |
| Nome                        | Coordinate equatoriali all'epoca J2000.0 | Coordinate equatoriali all'epoca J2000.0 | Magnitudine | Magnitudine | Periodo (giorni) | Tipo                  |
| Nome                        | AR                                       | Dec                                      | Max.        | Min.        | Periodo (giorni) | Tipo                  |
| R Delphini                  | 20h 14m 55s                              | +09° 15′ 21″                             | 7,60        | 13,70       | 285,88           | Mireide               |
| U Delphini                  | 20h 45m 28s                              | +18° 05′ 24″                             | 7,6         | 8,9         | 59,7             | Semiregolare          |
| CT Delphini                 | 20h 29m 26s                              | +09° 53′ 52″                             | 6,8         | 8,5         | -                | Semiregolare pulsante |
| EU Delphini                 | 20h 37m 55s                              | +18° 16′ 07″                             | 5,79        | 6,9         | 59,7             | Semiregolare pulsante |
| δ Delphini                  | 20h 43m 28s                              | +15° 04′ 29″                             | 4,38        | 4,49        | -                | Irregolare            |

## Oggetti del profondo cielo

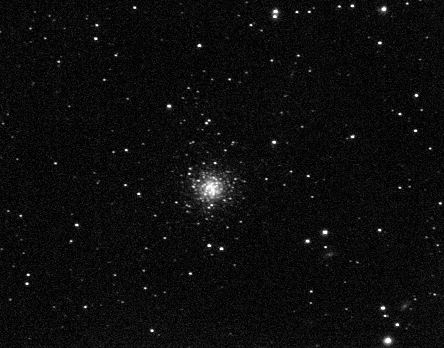
NGC 7006, un ammasso globulare.

La costellazione del Delfino non contiene oggetti molto appariscenti, sebbene la vicinanza alla scia luminosa della Via Lattea fa sì che si possano osservare alcuni oggetti galattici.
Fra questi spicca l'ammasso globulare NGC 7006, che appare come una debole palla di luce di dodicesima magnitudine. Per osservarlo basta usare un telescopio con apertura pari o superiore ai 15 cm. La sua luce ci arriva dopo un viaggio di 185.000 anni luce: è infatti uno degli ammassi globulari più distanti da noi. NGC 6934 è un altro ammasso globulare, di magnitudine 9,8
A questi si aggiunge NGC 6891, una nebulosa planetaria di magnitudine 10,5.
| Principali oggetti non stellari |                                          |                                          |                     |             |                                        |              |
| Nome                            | Coordinate equatoriali all'epoca J2000.0 | Coordinate equatoriali all'epoca J2000.0 | Tipo                | Magnitudine | Dimensioni apparenti (in primi d'arco) | Nome proprio |
| Nome                            | AR                                       | Dec                                      | Tipo                | Magnitudine | Dimensioni apparenti (in primi d'arco) | Nome proprio |
| NGC 6891                        | 20h 15m 09s                              | +12° 42′ 16″                             | Nebulosa planetaria | 10,5        | 0,33 x 0,3                             |              |
| NGC 6934                        | 20h 34m 11s                              | +07° 24′ 15″                             | Ammasso globulare   | 9,8         | 0,6                                    |              |
| NGC 7006                        | 21h 01m 29s                              | +16° 11′ 14″                             | Ammasso globulare   | 10,6        | 2,8                                    |              |

## Sistemi planetari
La costellazione contiene alcune stelle con un sistema planetario noto; in tutti i casi il sistema è composto da un pianeta gioviano. WASP-2 b è l'unico pianeta fra i quattro sistemi ad avere una massa leggermente inferiore a quella di Giove, mentre 18 Delphini b arriva fino a 10 volte la massa di Giove.
| Sistemi planetari |                                          |                                          |             |                   |                              |
| Nome del sistema  | Coordinate equatoriali all'epoca J2000.0 | Coordinate equatoriali all'epoca J2000.0 | Magnitudine | Tipo di stella    | Numero di pianeti confermati |
| Nome del sistema  | AR                                       | Dec                                      | Magnitudine | Tipo di stella    | Numero di pianeti confermati |
| HD 195019         | 20h 28m 19s                              | +18° 46′ 10″                             | 6,91        | Nana gialla       | 1 (b)                        |
| WASP-2            | 20h 30m 54s                              | +06° 25′ 46″                             | 6,91        | Nana arancione    | 1 (b)                        |
| HD 196885         | 20h 39m 52s                              | +11° 14′ 58″                             | 6,39        | Subgigante gialla | 1 (b)                        |
| 18 Delphini       | 20h 58m 26s                              | +10° 50′ 22″                             | 5,51        | Gigante gialla    | 1 (b)                        |
| TOI-6883          | 20h 22m 09s                              | +13° 42′ 16″                             | 8,98        | Tipo Sole         | 1 (b)                        |

## Mitologia

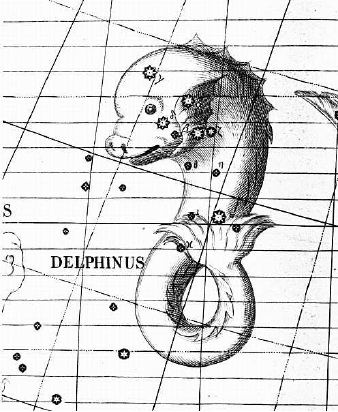
Il Delfino in Atlas Coelestis di John Flamsteed.

Ai marinai greci capitava di frequente di avvistare delfini, non è quindi sorprendente trovare in cielo una di queste creature amichevoli e intelligenti. Ci sono due storie che spiegano la presenza di un delfino celeste. Secondo Eratostene, questo delfino rappresenta il messaggero del dio del mare, Poseidone.
Dopo che Zeus, Poseidone e Ade avevano privato del trono il padre Crono, si divisero tra loro il cielo, il mare e il mondo dell'oltretomba, e a Poseidone toccò il mare. Egli si costruì un magnifico palazzo sott'acqua, al largo delle coste dell'isola di Eubea. Per quanto ricchissimo, il palazzo sembrava vuoto senza una moglie, e allora Poseidone decise di cercarsene una. Corteggiò Anfitrite, una delle ninfe marine chiamate Nereidi, ma quella sfuggì ai suoi rozzi approcci amorosi rifugiandosi presso le altre Nereidi. Poseidone le mandò messaggeri, incluso un delfino, che la trovò e con fare lusinghiero la riportò dal dio del mare, che poi sposò. In segno di gratitudine Poseidone pose l'immagine del delfino fra le stelle.
Un'altra storia, riportata da Igino e da Ovidio, dice che questo è il delfino che salvò la vita ad Arione, un poeta e musicista del VII secolo a.C. Arione nacque nell'isola di Lesbo, ma la sua fama si sparse per tutta la Grecia perché si diceva che era un abilissimo suonatore di lira. Mentre Arione ritornava in Grecia via mare, dopo un giro di concerti in Sicilia, i marinai tramarono di ucciderlo per rubargli la piccola fortuna che aveva guadagnato. Quando lo circondarono con le spade sguainate Arione chiese che gli fosse concesso di cantare un'ultima canzone. Il suo canto attirò un banco di delfini che nuotavano a balzi giocosi lungo una fiancata della nave. Affidandosi alla misericordia degli dèi, il musicista saltò fuoribordo e uno dei delfini se lo prese in groppa e lo riportò in Grecia, dove più tardi affrontò faccia a faccia coloro che avevano attentato alla sua vita, facendoli condannare a morte. Apollo, il dio della musica e della poesia, mise il delfino fra le costellazioni, insieme alla lira di Arione che è rappresentata nella costellazione della Lira.
Due delle stelle del Delfino hanno i nomi particolari di Sualocin e Rotanev, dati loro nel 1814 dall'astronomo italiano Niccolò Cacciatore, assistente e successore del grande Giuseppe Piazzi presso l'Osservatorio di Palermo. Letti al rovescio, i nomi diventano Nicolaus Venator, la forma latinizzata di Niccolò Cacciatore. È l'unica persona ad aver dato il proprio nome a una stella e ad averla fatta franca.